# Раннее лето
«Раннее лето» (яп. 麦秋 бакусю, англ. Early Summer) — кинофильм режиссёра Ясудзиро Одзу, вышедший на экраны в 1951 году.

## Сюжет

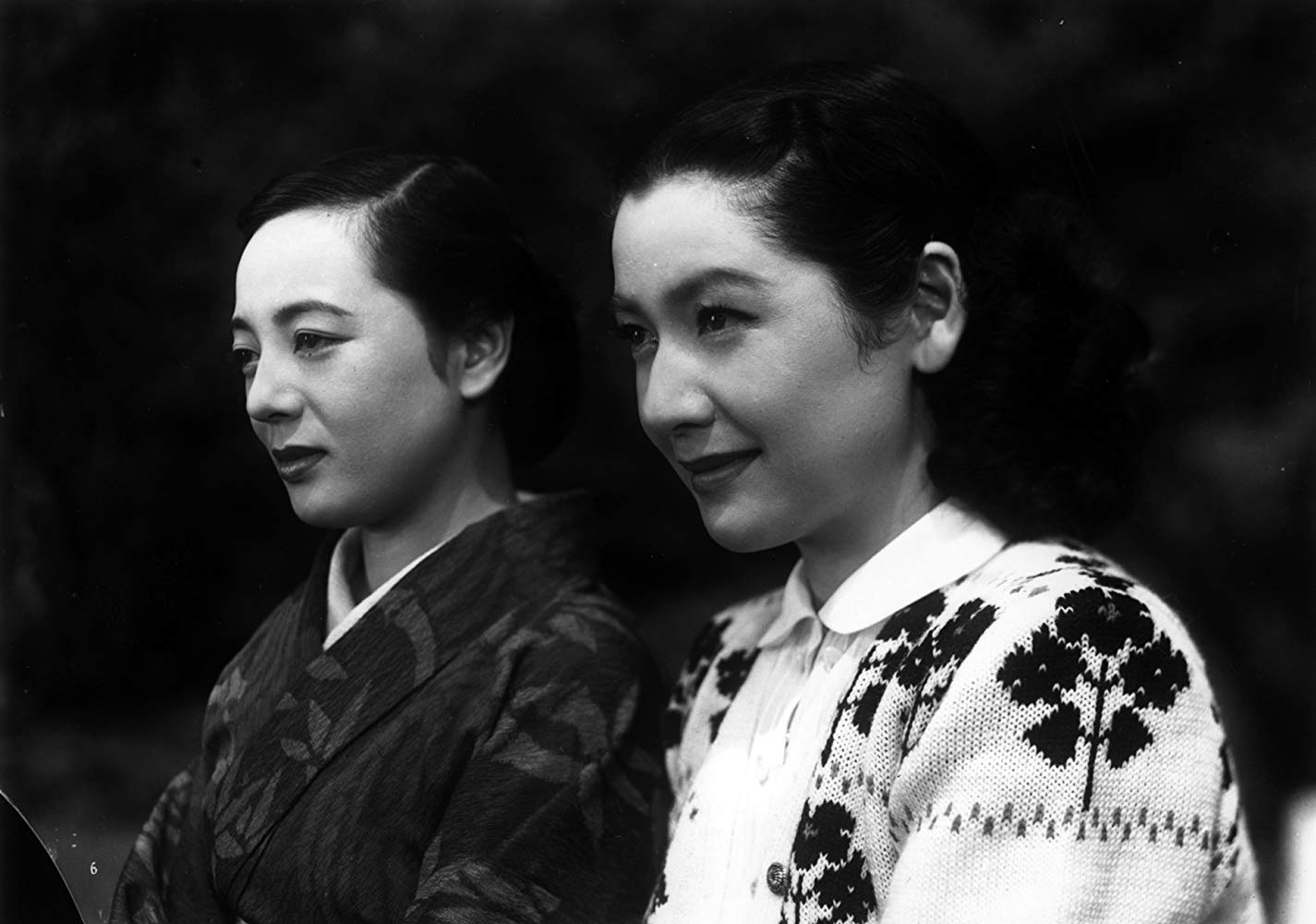
Кунико Миякэ и Сэцуко Хара в фильме «Раннее лето»

28-летняя Норико Мамия живёт в большом доме с родителями и семьёй брата. Она работает секретаршей и отнюдь не спешит выходить замуж. Однажды начальник сообщает ей о своём холостом друге, преуспевающем бизнесмене, который был бы ей хорошим мужем. И родители, и брат с энтузиазмом воспринимают это известие, хотя сама Норико не говорит ни «да», ни «нет». Постепенно всё начинает устраиваться, лишь возраст жениха (а ему около сорока) несколько разочаровывает родителей невесты. Казалось бы, брак по договорённости всё больше становится реальностью, пока одним вечером всё не меняется. Норико, зайдя к соседке и случайно узнав, что та считает её идеально подходящей для своего сына, импульсивно даёт своё согласие. Семья резко против брака с небогатым вдовцом да ещё с ребёнком на руках. Однако Норико твёрдо стоит на своём, и близким приходится согласиться с её решением. Единственное, что расстраивает Норико — это распад семьи, который неизбежно происходит после её свадьбы: она уезжает к мужу в провинцию, а родители отправляются в сельский домик престарелого дяди.

## В ролях
- Сэцуко Хара — Норико Мамия
- Тисю Рю — Коити Мамия, брат Норико
- Тикагэ Авасима — Ая Тамура
- Кунико Миякэ — Фумико Мамия, жена Коити
- Итиро Сугай — Сукити Мамия, отец Норико
- Тиэко Хигасияма — Сигэ Мамия, мать Норико
- Харуко Сугимура — Тами Ябэ
- Хироси Нихонъянаги — Кэнкити Ябэ
- Кунико Игава — Такако
- Сюдзи Сано — Сотаро Сатакэ
- Тоё Такахаси — Нобу Тамура
- Сэйдзи Миягути — Нисиваки

## О фильме
44-й фильм Ясудзиро Одзу снимался с июня по сентябрь 1951 года и является второй частью так называемой «трилогии Норико», в которую также входят ленты «Поздняя весна» (1949) и «Токийская повесть» (1953). Особенно много общего «Раннее лето» имеет с первым из этих фильмов: это и название, содержащее пору года, и место действия (семейный дом в токийском пригороде), и замужество дочери как центральный пункт сюжета, и финальный распад семьи. Однако есть и отличия: например, важную роль в развитии действия играет второй брат Норико, погибший на войне. По словам Одзу, он стремился выразить в фильме идеи реинкарнации и изменчивости. Затронуты в ленте и традиционные для режиссёра мотивы столкновения традиции и современности и свободы женщины, получившей в послевоенной Японии возможность самой решать свои брачные дела. По мнению историка кино Дэвида Бордвелла, «Раннее лето» — это один из первых фильмов Одзу, в котором внимание сосредоточено не на одном протагонисте, а на целой группе персонажей, играющих в равной мере важную роль. Анализируя структуру повествования и эмоциональную составляющую ленты, он заключает: «Характерное для Одзу смешение настроений — юмора, меланхолии, тоски, смирения, безмятежности — здесь, вероятно, достигает своей наибольшей силы».

## Награды фильма
Голубая лента (1952)
Фильм стал самым «титулованным» в истории премии «Голубая лента», получив её в пяти категориях:
- «Лучшая режиссура» (Ясудзиро Одзу)
- «Лучшая мужская роль второго плана» (Тисю Рю)
- «Лучшая женская роль» (Сэцуко Хара)
- «Лучшая женская роль второго плана» (Харуко Сугимура)
- «Лучшая работа оператора-постановщика» (Юхару Ацута)

Премия журнала «Кинэма Дзюмпо» (1952)
- Премия в категории «Лучший фильм» (Ясудзиро Одзу)

Премия «Майнити» (1952)
- Премия в категории «Лучший фильм» (Ясудзиро Одзу)
- Премия в категории «Лучшая женская роль» (Сэцуко Хара)